# Canto e vivo
Canto e vivo è un 33 giri raccolta di Fiorella Mannoia, pubblicato nel 1990 per la Dischi Ricordi (Catalogo:ORL 9056 - Matrici: ORL 9056-1/ORL 9056-2).

## Tracce
Lato A
1. L'aiuola – 3:16 (testo: Mogol – musica: Mario Lavezzi; edizioni musicali ABR, Equipe, Avventura)
2. Happy End – 3:32 (Mario Acquaviva; edizioni musicali Equipe, Coccodrillo)
3. Canto e vivo – 4:13 (testo: Oscar Avogadro – musica: Piero Fabrizi; edizioni musicali Equipe)
4. L'anima lo sa – 3:41 (testo: Oscar Avogadro – musica: Mario Lavezzi; edizioni musicali ABR, Mascheroni, Fun House)
5. Momento delicato (feat. Mario Lavezzi) – 4:27 (testo: Mogol – musica: Mario Lavezzi; edizioni musicali ABR, Equipe, Mascheroni, Fun House)
6. La Luna stasera – 3:37 (testo: Francesco Massimiani – musica: Telpa; edizioni musicali Equipe)

Durata totale: 22:46
Lato B
1. Come si cambia – 3:52 (testo: Maurizio Piccoli – musica: Renato Pareti; edizioni musicali Equipe, Mascheroni)
2. Sorvolando Eilat – 3:40 (testo: Mogol – musica: Piero Fabrizi; edizioni musicali Ariston, L'altra metà, Farfalla, La Bussola)
3. Quand'eri tu la musica – 3:26 (testo: Oscar Avogadro – musica: Mario Lavezzi; edizioni musicali ABR, Equipe, Mascheroni, Fun House)
4. Viva la vita – 4:13 (testo: Marco Luberti – musica: Claudio Mattone; edizioni musicali Metropolitana, Equipe)
5. Dolce mistero – 3:56 (testo: Oscar Avogadro – musica: Piero Fabrizi; edizioni musicali Equipe)
6. Quasi amore – 3:39 (testo: Oscar Avogadro – musica: Mario Lavezzi; edizioni musicali Mascheroni, Fun House)

Durata totale: 22:46